# Drosophila quinaria (artgrupp)
Drosophila quinaria är en artgrupp inom släktet Drosophila och undersläktet Drosophila. Artgruppen innehåller 34 olika arter. Arterna inom artgruppen finns främst i den holarktiska djurgeografiska regionen. Artgruppen har fungerat som ett modellsystem för att studera daggflugor som lever i anknytning till svampar.

## Arter inom artgruppen
- Drosophila analspina
- Drosophila angularis
- Drosophila bondarenkoi
- Drosophila brachynephros
- Drosophila curvispina
- Drosophila deflecta
- Drosophila falleni
- Drosophila innubila
- Drosophila kuntzei
- Drosophila limbata
- Drosophila magnaquinaria
- Drosophila mediobandes
- Drosophila munda
- Drosophila natasha
- Drosophila neokuntzei
- Drosophila nigriculter
- Drosophila nigromaculata
- Drosophila nitida
- Drosophila novaspinofera
- Drosophila occidentalis
- Drosophila palustris
- Drosophila parakuntzei
- Drosophila phalerata
- Drosophila quinaria
- Drosophila recens
- Drosophila rellima
- Drosophila schachti
- Drosophila suboccidentalis
- Drosophila subpalustris
- Drosophila suffusca
- Drosophila tenebrosa
- Drosophila transversa
- Drosophila triantilia
- Drosophila unispina